# قتال اليهود (علامات الساعة الصغرى)
قتال اليهود إحدى النبوءات التي أخبر النبي محمد بها المسلمين، وإحدى من علامات الساعة الصغرى. حيث روى البخاري ومسلم في صحيحيهما عن أبي هريرة: «أنه رسول الله ﷺ قال: لا تَقُومُ السَّاعَةُ حتَّى تُقاتِلُوا اليَهُودَ، حتَّى يَقُولَ الحَجَرُ وراءَهُ اليَهُودِيُّ: يا مُسْلِمُ، هذا يَهُودِيٌّ وَرائي فاقْتُلْهُ.»، وفي رواية أخرى في صحيح مسلم: «لَا تَقُومُ السَّاعَةُ حَتَّى يُقَاتِلَ الْمُسْلِمُونَ الْيَهُودَ، فَيَقْتُلُهُمُ الْمُسْلِمُونَ حَتَّى يَخْتَبِئَ الْيَهُودِيُّ مِنْ وَرَاءِ الْحَجَرِ وَالشَّجَرِ، فَيَقُولُ الْحَجَرُ أَوِ الشَّجَرُ: يَا مُسْلِمُ يَا عَبْدَ اللهِ هَذَا يَهُودِيٌّ خَلْفِي، فَتَعَالَ فَاقْتُلْهُ، إِلَّا الْغَرْقَدَ، فَإِنَّهُ مِنْ شَجَرِ الْيَهُودِ».

## تفسير الحديث
يُنبأ النبي محمد المسلمين بقيام حرب بين المسلمين واليهود قرب قيام الساعة، وأنهم ينصرون عليهم حتى إن الحجر والشجر يقول للمسلم: يا عبد الله! تعال هذا يهودي تعال فاقتله.
اختلف شراح الحديث في زمن حدوث تلك الحرب، وأرجح الأقوال كما رجحها ابن حجر العسقلاني، أنها عند نزِول عيسى ابن مَريمَ، ويَكونُ المُسلِمونَ معه، واليَهودُ مع المسيح الدجالِ. حيث يربط شراح الحديث بينه هذا الحديث وحديث اتباع سبعين ألف من يهود أصفهان للدجال: «يَتْبَعُ الدَّجَّالَ مِن يَهُودِ أصْبَهانَ، سَبْعُونَ ألْفًا عليهمُ الطَّيالِسَةُ». بينما احتمل بعض الشراح حدوث هذه الحرب قبل نزول عيسى بن مريم.
وقد ورد في حديث صحيح أن عيسى يقتل المسيح الدجال عند باب لد الشرقي، فيهزم الله اليهود ويقتلون أشد القتل. فلا تبقى دابة ولا شجرة ولا حجر يتوارى به يهودي إلا نطق ذلك الشيء فيقول: يا عبد الله المسلم هنا يهودي فتعال فاقتله إلا الغرقد فإنه لا ينطق. فقد روى أحمد بن حنبل في مسنده حديث يربط الواقعتين ببعضهما: عن عبد الله بن عمر: «أن رسول الله صلى الله عليه وسلم قال: يَنْزِلُ الدَّجَّالُ فِي هَذِهِ السَّبَخَةِ بِمَرِّ قَنَاةَ، فَيَكُونُ أَكْثَرَ مَنْ يَخْرُجُ إِلَيْهِ النِّسَاءُ، حَتَّى إِنَّ الرَّجُلَ لَيَرْجِعُ إِلَى حَمِيمِهِ وَإِلَى أُمِّهِ وَابْنَتِهِ وَأُخْتِهِ وَعَمَّتِهِ، فَيُوثِقُهَا رِبَاطًا مَخَافَةَ أَنْ تَخْرُجَ إِلَيْهِ، ثُمَّ يُسَلِّطُ اللهُ الْمُسْلِمِينَ عَلَيْهِ، فَيَقْتُلُونَهُ وَيَقْتُلُونَ شِيعَتَهُ، حَتَّى إِنَّ الْيَهُودِيَّ لَيَخْتَبِئُ تَحْتَ الشَّجَرَةِ أَوِ الْحَجَرِ فَيَقُولُ الْحَجَرُ أَوِ الشَّجَرَةُ لِلْمُسْلِمِ: هَذَا يَهُودِيٌّ تَحْتِي فَاقْتُلْهُ.»
قال ابن حجر: «والمراد لقتال اليهود وقوع ذلك إذا خرج الدجال ونزل عيسى، ووراء الدجال سبعون ألف يهودي كلهم ذو سيف محلى، فيدركه عيسى عند باب لُدّ فيقتله ويهزم اليهود، فلا يبقى شيء مما يتوارى به يهودي إلا أنطق الله ذلك الشيء، فقال: «يا عبد الله -للمسلم- هذا يهودي فتعال فاقتله»، إلا الغرقد فإنها من شجرهم.»